# アンドレイ・グリャシキ
アンドレイ・グリャシキ（Андрей Гуляшки, 1914年5月7日 - 1995年7月3日）は、ブルガリアの作家。
1930年代後半から作家としての活動を始め、純文学、エンターテインメントの双方を手がけた。第二次世界大戦後のブルガリア文壇の主要作家の一人であるが、中でも冷戦中の1959年から「東側版ジェームズ・ボンド」としてブルガリア諜報部のスパイ「アヴァクーム・ザーホフ（Аввакум Захов）」のシリーズを書いたことで知られている。
ザーホフ・シリーズは、共産圏の大衆小説には珍しいタイプのエンターテインメントで、ブルガリアでのベストセラーとなった。ザーホフは科学者でもあり、寡黙で有能、身辺清潔なインテリスパイとして描かれている。当時の共産圏諸国における現実の上級スパイにも、学者としてのキャリアを持つ者が多く、現実に近い設定のキャラクターを備えていることが特徴的である。ストーリーはブルガリア及びソビエト連邦の立場から、西側諸国との対峙を描くものであり、同時代の西側諸国のスパイ小説の裏返しと言うべきものであった。
1966年の「アヴァクーム・ザーホフvs07」（"Аввакум Захов против 07"、邦訳『007は三度死ぬ』）は、グリャシキの小説で日本語に翻訳された唯一の作品であり、ジェームス・ボンドをモデルにした西側の非情な諜報員「07」との、世界各国を股に掛けた対決が描写されている。

## 著作
題名は、ロシア語表記。
- "Контрразведка"（「防諜」、1959年）
- "Случай в Момчилове"（「モムチロフの場合」、1960年）
- "Приключение в полночь"（「深夜の出来事」、1960年）
- "Спящая красавица"（「眠れる美女」、1961年）
- "Дождливой осенью"（「雨の秋」、1963年）
- "Маленькая ночная музыка"（「小さな夜の音楽」、1965年）
- "Аввакум Захов против 07"（「アヴァクーム・ザーホフvs07」、1966年、邦訳『007は三度死ぬ』）
- "Последнее приключение Аввакума Захова"（「アヴァクーム・ザーホフ最後の事件」、1976年）
- "Убийство на улице Чехова"（「チェーホフ街の殺人」、1985年）